# شقران أحادي الشكل
شقران أحادي الشكل (الاسم العلمي: Puccinia uniformis) هو نوع من الفطريات يتبع جنس الشقران من الفصيلة الشقرانية.